# Sceloporus becki
Sceloporus occidentalis becki là một loài thằn lằn trong họ Phrynosomatidae. Loài này được Van Denburgh mô tả khoa học đầu tiên năm 1905.